# Comuna Poneativka, Razdelna
Poneativka (în ucraineană Понятівка) este o comună în raionul Razdelna, regiunea Odesa, Ucraina, formată din satele Balkove și Poneativka (reședința).

## Demografie
Componența lingvistică a comunei Poneativka
     Ucraineană (93,68%)
     Rusă (3,49%)
     Română (2,17%)
     Alte limbi (0,66%)
Conform recensământului din 2001, majoritatea populației comunei Poneativka era vorbitoare de ucraineană (93,68%), existând în minoritate și vorbitori de rusă (3,49%) și română (2,17%).